# Mount Snell
Mount Snell är ett berg i Antarktis. Det ligger i Västantarktis. Argentina, Chile och Storbritannien gör anspråk på området. Toppen på Snell är 500 meter över havet.
Terrängen runt Mount Snell är huvudsakligen kuperad. Trakten är obefolkad. Det finns inga samhällen i närheten.